# World Enough and Time
"World Enough and Time" é o décimo primeiro episódio da décima temporada da série de ficção científica britânica Doctor Who, transmitido originalmente através da BBC One em 24 de junho de 2017. É a primeira parte do season finale da temporada, que foi concluído no episódio seguinte, "The Doctor Falls". Ambos foram escritos por Steven Moffat e dirigidos por Rachel Talalay.
Neste episódio, o Doutor (Peter Capaldi) deixa Missy (Michelle Gomez) no controle de uma missão para salvar uma nave espacial após receberem um pedido de socorro. No entanto, quando Bill Potts (Pearl Mackie) é letalmente ferida por um dos tripulantes e levada para ser "reparada" por estranhas criaturas, o Doutor tenta reencontrá-la, apesar da diferença em que o tempo passa nas extremidades da nave devido a influência de um buraco negro.
"World Enough and Time" marca o retorno de John Simm como O Mestre, a encarnação anterior de Missy. Este é o primeiro episódio televisivo a apresentar mais de uma versão do Mestre, bem como é a segunda aparição dos Cyberman originais do planeta Mondas, vistos anteriormente em 1966 no serial The Tenth Planet, o último do Primeiro Doutor. Recebeu avaliações majoritariamente favoráveis dos  críticos.

## Enredo
Em algum lugar congelado, o Doutor sai da TARDIS e começa a se regenerar. Em um flashback, ele propôs testar a bondade de Missy fazendo com que ela, ao lado de Bill e Nardole, atenda uma chamada de socorro. Eles chegam na TARDIS em uma nave-colônia gigante que se está se afastando de um buraco negro. O piloto, Jorj, aparece e exige saber quem é humano, temendo as criaturas que estão chegando pelo elevador. Bill admite ser a humana e Jorj dispara contra ela. Figuras humanoides, usando máscaras e vestes hospitalares, levam o corpo de Bill alegando que podem restaurá-la. Logo antes dos elevadores partirem, o Doutor pede telepaticamente para Bill esperar por ele.
O Doutor, Missy e Nardole descobrem com Jorj que alguns dias atrás, alguns dos tripulantes humanos da nave haviam descido ao nível mais baixo dela para iniciar a reversão do motor, mas nunca voltaram. Jorj afirma que a nave estava vazia alguns dias atrás, mas Nardole mostra que existem milhares de formas de vida lá. Eles são os descendentes da primeira equipe: devido à dilatação do tempo do buraco negro, o tempo se move mais rápido nos níveis mais baixos da nave, e meses podem já ter se passado para Bill. O Doutor incapacita Jorj e o trio vai abaixo em um elevador.
Enquanto isso, Bill desperta em um hospital, onde descobre que ela foi equipada com um dispositivo mecânico que serve como um coração substituto. Razor, um dos funcionários do hospital, mostra-a o lugar e explica que alguns pacientes esperam para serem "atualizados" para a "Operação Êxodo", a fim de escapar do ar poluído dos níveis mais baixos da nave. Meses depois da chegada, eles vêem filmagens do Doutor descendo no elevador. Razor engana Bill para ela se tornar na próxima "atualização".
O Doutor e Nardole exploram o hospital, enquanto Missy tenta determinar a origem da nave-colônia. Ela descobre que a embarcação é o planeta "gêmeo" da Terra, Mondas. Razor aproxima-se dela e insiste que ela já esteve ali antes, e que o Doutor nunca a perdoaria pelo que ela fez com Bill. Quando ela nega, Razor remove seu disfarce, revelando-se ser o Mestre, a encarnação anterior de Missy. O Doutor e Nardole encontram uma sala cirúrgica, onde um Cyberman mondásiano, a primeira versão deles que o Doutor encontrou, sai de um armário. O Cyberman identifica-se como sendo Bill. O Mestre e Missy então entram e explicam que todos testemunham a "gênese dos Cybermen".

### Continuidade

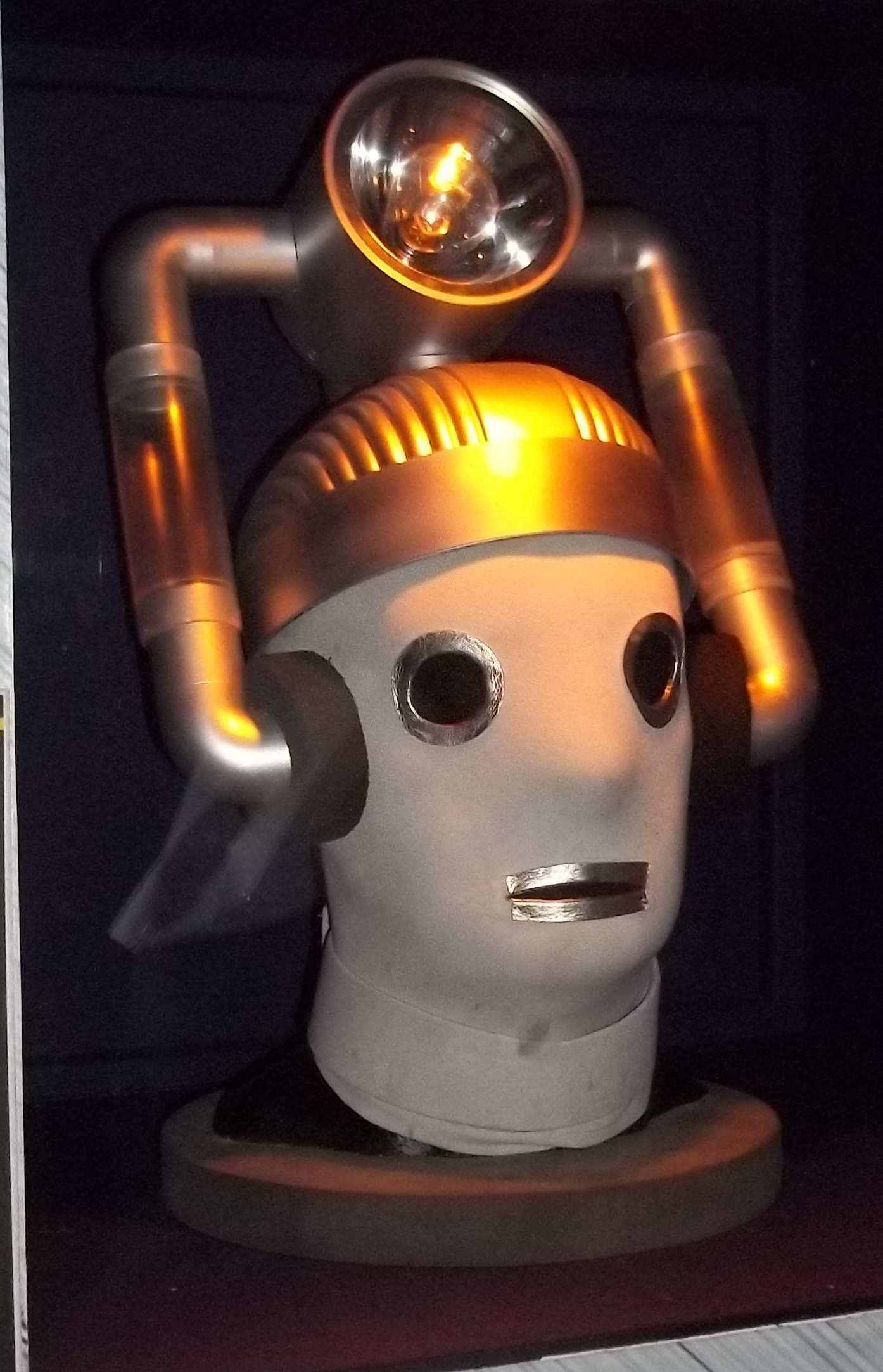
Este episódio apresentou o retorno dos Cybermen de Mondas, vistos pela última vez no serial de 1966 The Tenth Planet.

As tentativas anteriores de explorar as origens dos Cybermen foram apresentadas na história em quadrinhos de 1987 "The World Shapers" escrito por Grant Morrison e no áudio drama de 2002 Spare Parts escrito por Marc Platt.
Bill é convertida em um Cyberman mondásiano, que tinham aparecido anteriormente no serial de 1966 The Tenth Planet com o Primeiro Doutor.
O Doutor aplica o Aikido Venusiano em Jorj, uma especialidade do Terceiro Doutor que ele demonstrou pela primeira vez em The Green Death (originalmente chamado de "Karate Venusiano" em Inferno).
O Mestre afirma que ele gosta de disfarces, remontando a sua aparição original em Terror of the Autons, quando ele se disfarçou como engenheiro telefônico. Ele também menciona ser "o ex-Primeiro-ministro de alguém"; O Mestre foi eleito primeiro-ministro do Reino Unido nos episódios  "The Sound of Drums" e "The Last of the Time Lords", sob o nome Harold Saxon.